# Тіокол (полімер)
Тіокол — торговельна марка для різних органічних полісульфідних полімерів. Полімери тіокол використовують як еластомери в ущільненнях і герметиках. Різниця між полімерами, вперше випущеними корпорацією Тіокол, і подальшими полісульфідними матеріалами часто незрозуміла.

## Приготування і структура
Відомі різноманітні тіоколи. Зазвичай їх готують комбінацією 2-хлоретанолу, формальдегіду та полісульфіду натрію (Na2Sx). Хлоретанол виробляють на місці з етиленоксиду та хлороводню. Важливим є ранг x полісульфіду. Використовуються зшивні агенти, такі як 1,2,3-трихлорпропан. Ідеалізований полімер описує така формула: HS(CH2CH2OCH2OCH2CH2SS)nCH2CH2OCH2OCH2CH2SH.
Смоли з кінцевими тіолами можна затверджувати окислюванням.

## Історія та етимологія
1838 року швейцарські хіміки повідомили про отримання гідрофобних каучукоподібних матеріалів шляхом алкілювання полісульфіду натрію 1,2-дихлоретаном. 1926 року хіміки Джозеф К. Патрик і Натан Мнукін продовжили розвиток цього класу матеріалів, які вперше досягли комерційного успіху як герметики для паливопроводів, використовуючи стійкість цих матеріалів до розчинників. Перший завод відкрито 1948 року в Елктоні (штат Меріленд). 1929 року для виробництва цих полімерів засновано компанію Thiokol. У 1940-х роках почали виготовляти рідкі смоли з кінцевими тіолами. Затвердіння можна здійснити окислювальним шляхом, наприклад, використовуючи оксиди свинцю, а пізніше перборати. Полімери Thiokol використовували як сполучну речовину для твердого ракетного палива, що мало комерційний успіх.
Назва «Тіокол» походить від грецьких слів, що означають «сірка» та «клей».